# Джехангір Рехан Понча
Джехангір Рехан Понча (3 серпня 1986) — індійський плавець.
Учасник Олімпійських Ігор 2008 року.